# Al-Jarubijja Chass Udżajl
Al-Jarubijja Chass Udżajl – miejscowość w Syrii, w muhafazie Ar-Rakka, w dystrykcie Ar-Rakka. W 2004 roku liczyła 2525 mieszkańców.